# علی بدرخان
علی بدرخان (زادهٔ ۱۹۴۶، قاهره) یک کارگردان سینما و تلویزیون اهل مصر است. او، فرزند کارگردان مصری، احمد بدرخان است. علی در سال ۱۹۶۷ در رشتهٔ سینما از دانشگاه فارغ‌التحصیل شد و اولین فیلم سینمائی خود را در سال ۱۹۷۳ کارگردانی کرد و تاکنون کارگردان تعداد زیادی فیلم و سریال بوده‌است.